# Portugalská hokejbalová reprezentace
Portugalská hokejbalová reprezentace je výběrem nejlepších portugalských hráčů v hokejbale. V roce 2005 se účastní mistrovství světa v Pittsburghu. Největším úspěchem portugalského týmu je 4. místo
v MS 2005 prohrála nad Itálii 6-1 a v MS 2013 prohrála nad Kanadou 7-3.

## Účast namistrovstvísvěta
| MS      | Místo konání           | Umístění |
| ------- | ---------------------- | -------- |
| MS 2005 | USA (Pittsburgh)       | 4. místo |
| MS 2007 | Německo (Ratingen)     | 5. místo |
| MS 2009 | Česko (Plzeň)          | 6. místo |
| MS 2011 | Slovensko (Bratislava) | 5. místo |
| MS 2013 | Kanada (St. John's)    | 4. místo |
| MS 2015 | Švýcarsko (Zug)        | 7. místo |